# Jean Van Caulaert
Jean Dominique Marie Joseph Van Caulaert (Saint-Saulve (Frankrijk), 1897 – Parijs, 1969) was een Frans-Belgisch graficus.

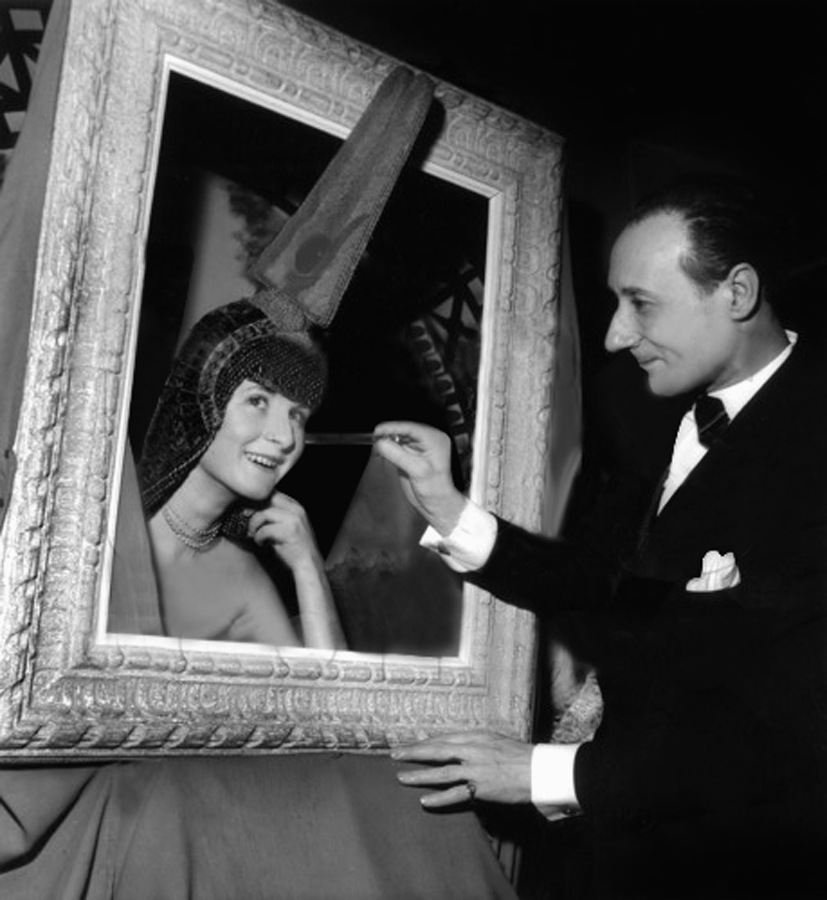
Jean-Dominique Van Caulaert

Hij was kind van Belgische ouders en was leerling aan de Academie voor Schone Kunsten in Brussel bij Constant Montald.
Hij vestigde zich in 1925 in Parijs, waar hij bekendheid verwierf als karikaturist en portrettist van het wereldje van de variété. Hij ontwierp affiches voor onder andere Mistinguett, Marie Dubas, Josephine Baker, Cécile Sorel, Suzy Solidor, Lys Gauty et Tino Rossi.
In 1951 week hij uit naar de Verenigde Staten, waar hij acht maanden per jaar werkte en de overige vier in Parijs. Hij werd benoemd tot Ridder in het Legioen van Eer. Hij overleed in zijn Villa des Arts in Montmartre.

## Oeuvre
- Affiches voor revues en operettes in Brusselse theaterzalen zoals "La Gaité" en "Scala"
- in 1923-1924 trendy figuratieve ontwerpen voor omslagen van bladmuziek van Belgische uitgevers "L'Office musical", "L'art belge" en "Schott Frères"

Voorbeelden van geïllustreerde titelbladen voor bladmuziek: "Lettre à toi", "Noramah", "J'suis tombé sur un bec de gaz", "La valse de l’amant discret", "La rose bleue", "Haut les mains", "J'adore ça", "Arlequin soupire", "Good bye Shangaï", "J'ai vu danser", "After the dream", "Pour te charmer", "Miroir d'amour", "Danse", "Quand on a le pépin", "C'est si gentil… les hommes"
Andere bekende tekenaars van bladmuziekomslagen in het interbellum waren Vertès, René Magritte, R. De Valerio, Peter De Greef, Coulon en de gebr. V. en Fr. Clérice.
- Bibliothèque nationale de France: cb14962029q (data)
- International Standard Name Identifier: 0000 0000 0306 2013
- RKD-Nederlands Instituut voor Kunstgeschiedenis: 100534
- Système universitaire de documentation: 243635052
- Virtual International Authority File: 22411378